# Nilobezzia brevicornis
Nilobezzia brevicornis är en tvåvingeart som först beskrevs av Wirth 1952.  Nilobezzia brevicornis ingår i släktet Nilobezzia och familjen svidknott. Inga underarter finns listade i Catalogue of Life.